# Leeuweniella ficophila
Leeuweniella ficophila is een vliesvleugelig insect uit de familie Eurytomidae. De wetenschappelijke naam is voor het eerst geldig gepubliceerd in 1929 door Ferrière.